# Hillegom
Hillegom – gmina w prowincji Holandia Południowa w Holandii.